# المنبوذ (رواية)
المنبوذ هي رواية بقلم ملك راج أناند نشرت عام 1935. جعلت الرواية أناند أحد أبرز المؤلفين الإنجليز في الهند. الكتاب مستوحى من تجربة عمته التي تعرضت للنبذ بسبب مشاركتها وجبة مع امرأة مسلمة. تدور حبكة هذا الكتاب، وهو الأول لأناند، حول الحجة المؤيدة للقضاء على النظام الطبقي. ويصور الكتاب يومًا من حياة باخا، "الكناس" الشاب، "المنبوذ"، بسبب عمله في تنظيف المراحيض.

## تاريخ النشر
نُشر الكتاب لأول مرة عام 1935. أما الإصدارات اللاحقة كتب مقدمتها إي. إم. فورستر. وفي عام 2004، أطلق رئيس الوزراء الهندي آنذاك مانموهان سينغ طابع تذكاري للكتاب.